# Nesomyrmex humerosus
Nesomyrmex humerosus es una especie de hormiga del género Nesomyrmex, tribu Crematogastrini, familia Formicidae. Fue descrita científicamente por Emery en 1896.
Se distribuye por Kenia, Tanzania y Yemén. Se ha encontrado a elevaciones de hasta 773 metros. Habita en árboles de Acacia.